# نظارة السعيدية
قرية نظارة السعيدية  هي إحدى القرى التابعة لمركز المحمودية في محافظة البحيرة في جمهورية مصر العربية. حسب إحصاءات سنة 2006، بلغ إجمالي السكان في نظارة السعيدية 6640 نسمة، منهم 3274 رجل و3366 امرأة.